# Томпсон (мыс)
Мыс Томпсон (уст. мыс Рикорд) — мыс на Чукотском морском побережье Аляски. Он расположен в 26 милях к юго-востоку от Пойнт-Хоуп. Мыс является частью Чукотского морского подразделения Аляскинского морского национального заповедника дикой природы.
Первыми записанными европейцами, увидевшими этот мыс, были русские мореплаватели Михаил Васильев и Глеб Шишмарев из Императорского Русского флота. Васильев и Шишмарев назвали этот мыс словом Рикорд, в честь адмирала Петра Ивановича Рикорда (1776—1855), который был губернатором Камчатки между 1817 и 1822 годами.
Этот мыс был позже переименован капитаном Королевского флота Фредериком Уильямом Бичи, который написал 2 августа 1826 года: «Мы закрылись высоким мысом, который я назвал в честь мистера Диса Томсона, одного из комиссаров флота.»
В 1958 году мыс Томпсон был предлагаемым местом для искусственного порта, который будет вырыт с использованием водородных бомб через проект Чариот.

## Туризм
На мысе Томпсон расположено множество отелей с захватывающим видом на мыс. Мыс Томпсон — популярное место для экологического туризма. С мыса открываются прекрасные виды на горы Аляски и побережье Чукотского моря.

## Галерея

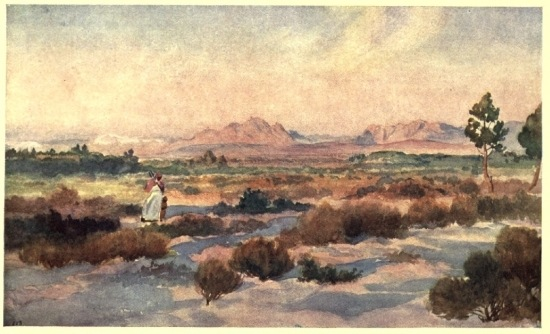
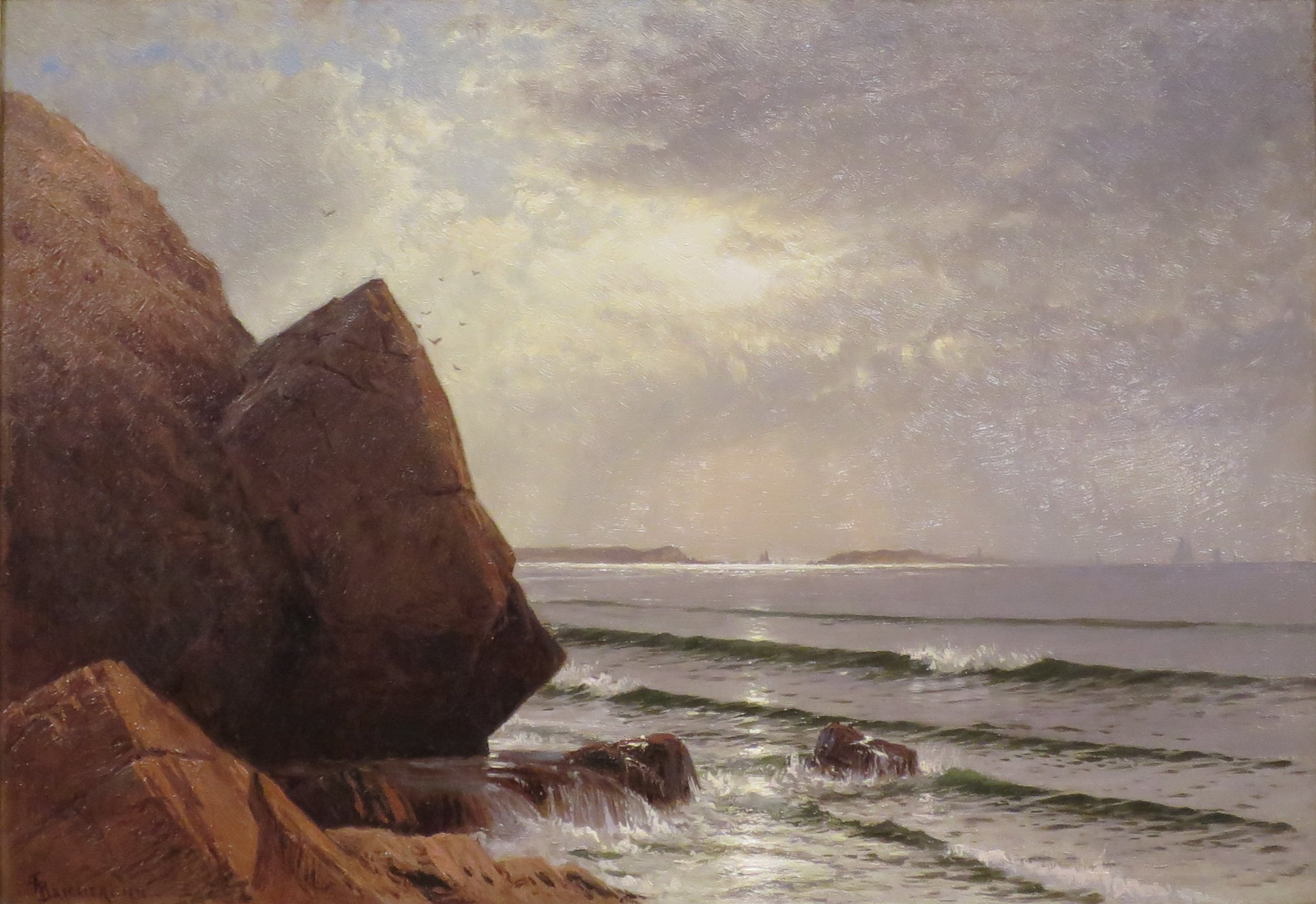